# William Morris Hughes
William Morris "Billy" Hughes, född 25 september 1862, död 28 oktober 1952, var en australisk politiker som var landets premiärminister 1915-1923.

## Biografi
Hughes föddes i Wales, emigrerade till Australien i unga år, där han efter växlande öden ägnade sig åt arbetarrörelsen, inom vilken han gjorde sig känd som en god organisatör. Från Australiska statsförbundets grundande satt Hughes i parlamentet och blev redan 1904 ledamot av den första Labourregeringen. Sedan dess tillhörda han förgrundsfigurerna inom partiet och var från 1915 premiärminister i arbetarpartiets regering. Som sådan verkade Hughes energiskt för Australiens kraftiga ingripande i första världskriget. Vid Labours sprängning 1916-17 bildade han ny regering, stödd på en koalition med Nationalistpartiet. 
Under första världskriget och fredsunderhandlingarna förvärvade och bevarade Hughes en i Australiens historia enastående maktställning och kämpade i Versailles kraftigt för en australisk imperialism. Hughes försökte under fredsunderhandlingarna få överta flera tyska Stilla havskolonier. När han inte längre behövdes för sammanhållningen, föll Hughes regering 1923 på grund av de partipolitiska omgrupperingarna i Australien.